# 刘诗召
刘诗召（1936年—），河南开封人，中国海政歌舞团作曲家，1954年投身海军的文艺工作，代表作品有《爱的奉献》、《军港之夜》（1980年，苏小明演唱）、《载歌载舞的人们》（军乐曲，1959年）、《妈妈我们远航回来》、《赶海的小姑娘》、《分手时再敬一个军礼》、《海风啊海风》、《在那水天相连的地方》、《爱的迷惘》等。